# Maiko Nasu
Maiko Nasu (那須 麻衣子 Nasu Maiko?,  nacido el 31 de julio de 1984 en Nabari) es una exfutbolista japonesa que jugaba como centrocampista.
Nasu jugó 3 veces para la selección femenina de fútbol de Japón entre 2009 y 2011.

## Trayectoria

### Clubes
| Club               | País  | Año       |
| ------------------ | ----- | --------- |
| Iga FC Kunoichi    | Japón | 1999-2006 |
| INAC Kobe Leonessa | Japón | 2007-2011 |
| Iga FC Kunoichi    | Japón | 2012-2016 |

### Selección nacional
| Selección | País  | Año         |
| --------- | ----- | ----------- |
| Absoluta  | Japón | 2009 - 2011 |

## Estadística de equipo nacional
| Selección femenina de fútbol de Japón | Selección femenina de fútbol de Japón | Selección femenina de fútbol de Japón |
| Año                                   | Partidos                              | Goles                                 |
| ------------------------------------- | ------------------------------------- | ------------------------------------- |
| 2009                                  | 2                                     | 0                                     |
| 2010                                  | 0                                     | 0                                     |
| 2011                                  | 1                                     | 0                                     |
| Total                                 | 3                                     | 0                                     |